# Habenaria boiviniana
Habenaria boiviniana là một loài thực vật có hoa trong họ Lan. Loài này được Kraenzl. & Schltr. mô tả khoa học đầu tiên năm 1897.